# Lingue franconi

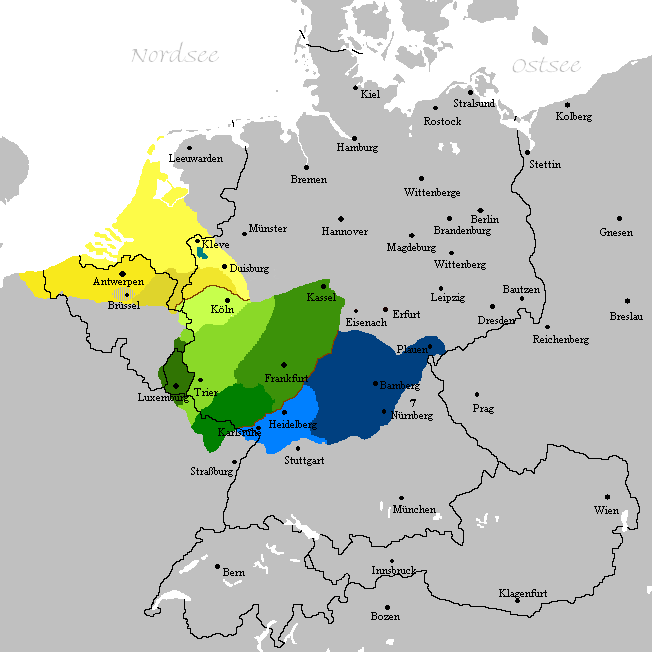
Distribuzione geografica delle lingue franconi:
in giallo le lingue basso-franconi;
in verde le lingue franconi centrali e le lingue franconi renane;
in blu le lingue franconi superiori.

Le lingue frànconi (pronunciato raramente anche francóni), talvolta citate anche sotto il nome complessivo singolare di francone, sono una famiglia di lingue e dialetti appartenenti al gruppo delle lingue germaniche occidentali, che in qualche modo si ritengono collegate all'antico popolo dei Franchi e al Regno franco medievale.
Si differenziarono tra loro a partire dall'alto Medioevo, sia per la diversa storia politico-culturale delle relative regioni, sia per la diversa influenza del fenomeno della seconda rotazione consonantica.
Questo gruppo consiste di tre sottogruppi principali, che però dal punto di vista linguistico sono classificati in maniera separata tra loro:
- le lingue basso-franconi (al cui interno ci sono l'olandese e l'afrikaans) sono una famiglia a sé stante;
- le lingue franconi centrali e le lingue franconi renane, che insieme costituiscono la famiglia delle lingue tedesche centrali occidentali, all'interno della lingua tedesca;
- il francone meridionale ed il francone orientale fanno parte della famiglia delle lingue tedesche superiori, anche loro all'interno della lingua tedesca.

Tali parlate si trovano oggi diffuse soprattutto nei Paesi Bassi, nel Lussemburgo, in Belgio, nell'est e nel nord della Francia (nell'arrondissement di Dunkerque, in Mosella e nel Basso Reno) e nelle sezioni più occidentali della Germania.

## Suddivisione

### Lingue basso-franconi
Il basso francone, con un totale di circa 40 milioni di locutori, è il gruppo maggiormente rappresentativo. Comprende due lingue principali, l'olandese e l'afrikaans, in unione con i loro dialetti.
- Lingua olandese
  - Dialetto brabantino
  - Dialetto fiammingo occidentale
  - Dialetto fiammingo orientale
  - Dialetto zelandese
  - Dialetto olandese
  - Kleverlands
  - Lingua limburghese
- Lingua afrikaans

### Lingue tedesche centrali occidentali
Lingue franconi centrali:
- Ripuario
 (aree dialettali):
  - Nördliche Eifel
  - Mittleres Erft- und Rurgebiet
  - Aachener Land
  - Bergisches Land
  - ripuarisch-niederfränkisches Übergangsgebiet ohne nordbergischen Raum
  - Nordbergischer Raum
- Mosellano
  - Siegerländer Platt
  - Wäller Platt
  - rheinfränkisch-moselfränkisches Übergangsgebiet
  - zentralhessisch-moselfränkisches Übergangsgebiet
  - mittlere Eifel
  - unterer Moselraum mit der östlichen Eifel
  - mittleres Sieggebiet
  - dialetto sassone di Transilvania
- Lingua lussemburghese
  - südliche Eifel mit dem Ösling und der Echternacher Gegend
  - unteres Saar- und oberes Moselgebiet mit dem westlichen Lothringen und das südliche und mittlere Luxemburg mit dem Areler und Tintinger Gebiet

- Lingue franconi renane
  - ostlothringisch
  - francone renano meridionale
  - nordpfälzisch
  - palatino occidentale
  - palatino orientale
  - assiano meridionale (Südhessisch)
  - saarbrückisch
- Assiano centrale
- Assiano settentrione (Nordhessisch)
- Assiano orientale (Osthessisch)
- Tedesco della Pennsylvania

### Lingue franconi superiori
Il francone superiore è una categoria all'interno delle lingue tedesche superiori, di dialetti diffusi soprattutto in Francia e nelle aree orientali della Germania occidentale. Questi dialetti sono il francone orientale e il francone meridionale
- dialetto francone meridionale
- lingua francone orientale